# Агапонов, Николай Нефёдович
Николай Нефёдович Агапонов (укр. Микола Нефедович Агапонов; род. 9 апреля 1940, Троицк, Челябинская область) — советский и украинский учёный, кандидат технических наук (1985), доктор сельскохозяйственных наук (2005), профессор; действительный член Лесоводческой академии наук Украины, ассоциированный член Крымской академии наук.
Является автором более 250 научных работ и 5 монографий, а также ряда изобретений и патентов.

## Биография
Родился 9 апреля 1940 года в городе Троицке Челябинской области.

### Образование
В 1969 окончил Воронежский лесотехнический институт (ныне Воронежский государственный лесотехнический университет) по специальности «Машины и механизмы лесной промышленности», получив квалификацию — «инженер-механик».
В 1984 году защитил кандидатскую диссертацию на тему «Технологический процесс бесстружечного срезания пней и параметры ножевого рабочего органа». Научную степень доктора сельскохозяйственных наук была ему присвоена в 2005 году по специальности 06.03.01 — «Лесные культуры и фитомелиорация». Диссертация была защищена в Национальном лесотехническом университете Украины.

### Деятельность
В 1975—1981 годах Николай Агапонов работал в должности младшего научного сотрудника, в 1981—1994 годах — старшего научного сотрудника, в 1994—1999 годах ведущего научного сотрудника Крымской горно-лесной научно-исследовательской станции. В период с 1999 по 2000 и с 2004 по 2006 годы являлся директором этой же научно-исследовательской станции. В 2006—2007 годах работал главным научным сотрудником Украинского НИИ лесного хозяйства и агролесомелиорации (Харьков).
С 2007 по 2011 годы занимался педагогической деятельностью в Южном филиале Крымского агротехнического университета Национального университета биоресурсов и природопользования Украины (Симферополь). Преподавал дисциплины — «Механизация лесохозяйственных работ», «Защитное лесоразведение», «Лесная мелиорация», «Лесоагроландшафты», «Рекреационное лесопользование», «Лесная политика» для квалификационных уровней бакалавр и специалист (специальность «Лесное хозяйство»). С 2004 года осуществляет руководство аспирантурой, подготовил ряд кандидатов наук.
Основные направления научной деятельности — механизация лесомелиоративных работ в горных условиях и на каменистых землях:
- определение деформации почв в случае глубокого безотвального рыхления;
- исследование износа рабочих органов в почвообрабатывающих орудий и инструментов;
- разработка рабочих органов и приспособлений для машин и орудий, применяемых для высева семян, посадки растений, выбора камней из почвы.

В 2000 году учёному присвоено звание «Заслуженный деятель науки и техники Автономной республики Крым», а в 2009 году — звание «Заслуженный изобретатель Украины».